# Eye of the Beholder (Fear the Walking Dead)
«Ojo del Espectador» —título original en inglés:  «Eye of the Beholder»— es el primer episodio de la tercera temporada de la serie de televisión posapocalíptica, horror The Walking Dead. El guion estuvo a cargo Dave Erickson y finalmente Andrew Bernstein dirigió el episodio. El episodio salió al aire en el canal AMC el 4 de junio de 2017, junto con al siguiente episodio, "The New Frontier".
Este episodio marca la primera aparición de los hermanos Otto: Troy Otto (Daniel Sharman) y Jake Otto (Sam Underwood), quienes desempeñan papeles importantes en esta temporada.

## Trama
Travis, Madison y Alicia son capturados por un grupo armado y llevados a un recinto militar, donde Travis es separado de ellos y llevado a un sótano mientras Madison y Alicia son llevados a una oficina. En el sótano, Travis se encuentra con Nick, una Luciana herida y otros cautivos. A los cautivos se les dispara para ver cuánto tardan en reanimarse. Travis, Luciana y Nick intentan escapar, Travis y Luciana descienden a una alcantarilla, pero Travis es capturado de nuevo y obligado a luchar contra los infectados en un pozo. Mientras tanto, Madison y Alicia atacan a Troy, empalando cerca a uno de sus ojos con una cuchara y tomándolo como rehén, aparece Jake Otto el hermano menor de Troy y les pide de manera calmada que lo liberen a cambio de que nadie salga lastimado y Madison exige que su familia sea liberada. Nick encuentra una horda de caminantes al final de la alcantarilla y regresa. La familia se reúne, pero el complejo está lleno de caminantes, lo que obliga a todos a irse. Travis, Luciana y Alicia escapan a bordo de un helicóptero, mientras que Madison y Nick se van en un camión con Troy.

## Recepción
"Eye of the Beholder", junto con el próximo episodio "The New Frontier", recibieron elogios de la crítica. En Rotten Tomatoes, "Eye of the Beholder" obtuvo una calificación del 88%, con una puntuación promedio de 7.88 / 10 basada en 8 reseñas.
En una revisión conjunta junto con el siguiente episodio, Matt Fowler de IGN le dio a "Eye of the Beholder" y "The New Frontier" una calificación de 8.5 / 10.0 juntas, indicando; "El abridor de dos partes de Fear the Walking Dead dio muy pocos golpes, ya que desató una gran cantidad de sangre y nos sorprendió con una gran muerte de personaje que funcionó para alimentar la historia en el futuro. Claro, los Clarks podrían tener que quedarse en Brokejaw por un tiempo y la temporada puede sentirse un poco sofocada en algún momento debido a eso, pero los personajes parecen estar tomando buenas decisiones instintivamente en este momento y eso es suficiente para mantener el motor funcionando ".

### Calificaciones
"Eye of the Beholder" fue visto por 3,11 millones de espectadores en los Estados Unidos en su fecha de emisión original, por encima de la calificación de del final de la segunda temporada de 3,05 millones.